# Ghiacciaio Ecology
Il ghiacciaio Ecology è un ghiacciaio situato sull'Isola di re Giorgio, nelle Isole Shetland Meridionali, a nord del termine della Penisola Antartica. Il ghiacciaio si trova in particolare nella parte occidentale della costa meridionale dell'isola, dove fluisce verso nord-est, lungo il versante nord-orientale del duomo Varsavia, scorrendo a sud del colle Kasprowy, fino a entrare nella cala di Suszczewski, nella parte orientale della baia dell'Ammiragliato.

## Storia
Il ghiacciaio Ecology è stato mappato durante la spedizione francese in Antartide svoltasi dal 1908 al 1910 al comando di Jean-Baptiste Charcot, ed è stato così battezzato dai partecipanti a una spedizione polacca di ricerca antartica svoltasi nel 1980, in onore dell'istituto di ecologia dell'accademia delle scienze polacca (in polacco: Polska Akademia Nauk), che finanziò la costruzione della stazione di ricerca Henryk Arctowski. Nel 2003, il comitato britannico per i toponimi antartici cambiò il nome del ghiacciaio utilizzando la dicitura inglese, trasformandolo da "Ekologii" nell'odierno "Ecology".
Nel 2025, il continuo ritiro del ghiacciaio ha permesso a un gruppo di ricercatori polacchi di ritrovare e recuperare il corpo di Dennis Bell, un meteorologo del Falkland Islands Dependencies Survey, che più tardi diventerà il British Antarctic Survey, morto il 26 luglio 1959, a soli 25 anni di età, cadendo in un crepaccio del ghiacciaio nascosto dalla neve.